# 蘇林
蘇 林（そ りん、? - 352年）は、五胡十六国時代の人物。中山郡の出身。

## 生涯
352年10月、無極において挙兵し、天子を自称した。前燕の輔国将軍慕容恪は王午討伐の為に安平に布陣していたが、蘇林挙兵の報を聞くと軍を転進させて討伐に向かった。
閏10月、広武将軍慕輿根が援軍として派遣され、慕容恪と共同で討伐に当たった。蘇林は迎え撃つも大敗を喫し、斬り殺された。